# Coppa Ciano 1933
Coppa Ciano 1933 je bila dvajseta neprvenstvena dirka v sezoni Velikih nagrad 1933. Odvijala se je 30. julija 1933 v italijanskem mestu Montenero. 

## Rezultati

### Dirka
| Poz | Št | Dirkač                           | Moštvo               | Dirkalnik            | Krogi | Čas/Odstop | Št. m. |
| --- | -- | -------------------------------- | -------------------- | -------------------- | ----- | ---------- | ------ |
| 1   | 40 | Tazio Nuvolari                   | Privatnik            | Maserati 8CM         | 12    | 2:45:08.4  | 6      |
| 2   | 42 | Antonio Brivio                   | Scuderia Ferrari     | Alfa Romeo Monza     | 12    | 2:53:29.8  | 7      |
| 3   | 34 | Giuseppe Campari                 | Officine A. Maserati | Maserati 4CM         | 12    | 2:54:08.4  | 3      |
| 4   | 48 | Baconin Borzacchini Mario Tadini | Scuderia Ferrari     | Alfa Romeo Monza     | 12    | 2:54:58.0  | 10     |
| 5   | 54 | Giovanni Battaglia               | Privatnik            | Alfa Romeo Monza     | 12    | 2:56:24.4  | 13     |
| 6   | 56 | Renato Balestrero                | Privatnik            | Alfa Romeo Monza     | 12    | 3:00:39.0  | 14     |
| 7   | 52 | Franco Cortese                   | Privatnik            | Alfa Romeo Monza     | 12    | 3:01:52.4  | 12     |
| 8   | 36 | Eugenio Fontana                  | Privatnik            | Alfa Romeo Monza     | 12    | 3:01:54.2  | 4      |
| 9   | 64 | Piero Taruffi                    | Privatnik            | Alfa Romeo Monza     | 12    | 3:03:17.4  | 18     |
| 10  | 58 | Clemente Biondetti               | Privatnik            | MB-Maserati Speciale | 12    | 3:06:52.6  | 15     |
| Ods | 30 | Vittoria Orsini                  | Privatnik            | Maserati 26C         | 4     |            | 1      |
| Ods | 66 | Giovanni Minozzi                 | Privatnik            | Bugatti T35B         | 4     |            | 19     |
| Ods | 44 | Pietro Ghersi                    | Privatnik            | Bugatti T35B         | 4     |            | 8      |
| Ods | 38 | Mario Tadini                     | Scuderia Ferrari     | Alfa Romeo Monza     | 3     |            | 5      |
| Ods | 46 | Giulio Aymini                    | Privatnik            | Maserati 26          | 3     |            | 9      |
| Ods | 60 | Giuseppe Tuffanelli              | Privatnik            | Maserati 26          | 2     |            | 16     |
| Ods | 62 | Secondo Corsi                    | Privatnik            | Maserati 26C         | 1     |            | 17     |
| Ods | 50 | Luigi Pages                      | Privatnik            | Alfa Romeo Monza     | 1     |            | 11     |
| Ods | 32 | »Vico«                           | Privatnik            | Alfa Romeo Monza     | 1     |            | 2      |